# Каланг (река)
Каланг (англ. Kallang River, кит. 加冷河) — река в Сингапуре. Берёт начало в Нижнем водохранилище Пирса, впадает в Сингапурский пролив и имеет длину 10 км, что делает её самой длинной рекой острова.

## История
В доколониальное время коренные обитатели Сингапура жили в болотистой местности возле устья Каланга, занимаясь рыбной ловлей у побережья и редко выплывая в открытое море. Когда в 1819 году на острове высадился Стэмфорд Раффлз, половина из 1000 обитателей острова составляли аборигены.
В ранние времена река была местом выгрузки товаров торговцев с Сулавеси. Их парусные лодки были привычны на водной глади вплоть до 1960-х годов.
В настоящее время река практически не несёт промышленной нагрузки. Новый индустриальный район выстроен возле Каланг-Бахру.

## Перспектива развития
В настоящее время Каланг преобразован в водосборный участок Марина-Бэй. Интенсивное землеустройство как у истока, так и у устья изменило традиционное течение реки в соответствии с городскими нуждами. Новая дамба, построенная у места слияния рек Каланг, Рохор, Сингапур и Грейланд, превратила все реки в источник пресной воды.
Наряду с водными потоками изменения затронули и прилегающие территории, превращённые в парковые зоны и жилые кварталы. У истока реки разбит парк Бишан. Было улучшено регулирование режима рек, что снизило количество наводнений. При проведении работ учитывался опыт преобразования рек Чарльз в штате Массачусетс, США, и Чьонгечьон в Сеуле, Южная Корея.